# Тимошенко Володимир
Володи́мир Тимоше́нко (*9 вересня 1985, Київ) — український спортивний журналіст і коментатор.
Закінчив Київський національний університет культури і мистецтв. З 2006 року у спортивній журналістиці. Того ж року дебютував у ролі коментатора (під час гри «Металіст» — «Харків», 27 липня 2006, 2:0).
Працював на телеканалах «Сіті» (жовтень 2007 — березень 2008, автор та ведучий програми «Спорт-Сіті»), «Перший національний» (з 2006 по серпень 2010 — коментатор творчого об'єднання «Спорт») та «1+1» (з серпня 2010 по грудень 2011 — журналіст програми «Особиста Справа», з січня 2012 по сьогодні — журналіст програми «Гроші»).
Коментував поєдинки українського чемпіонату, матчі Чемпіонату світу 2010, Євро-2008, Національної та молодіжної збірних України, події Олімпійських ігор 2008 в Пекіні, Олімпійських ігор 2012 в Лондоні, чемпіонатів світу з водних видів спорту, біатлону.
У серпні 2010 року залишив Перший Національний і перейшов на канал «1+1» в програму «Особиста Справа». Пізніше став журналістом програми «Гроші».
Як фрилансер, коментував матчі Євро-2012 на Першому національному, що виходили у запису (правами на прямі трансляції яких володів телеканал «Україна»), а також Олімпійськи ігри 2012 в Лондоні.
Захоплюється футболом, боксом та музикою.
Неодружений.

## Виноски
1. ↑  Євро-2008. Розклад телетрансляцій на Першому Національному., Блог пользователя OleksandrTyngaev
2. ↑  «Коментарі Василя Уткіна та Юрія Розанова були дуже толерантними і дружніми до України». Архів оригіналу за 13 квітня 2013. Процитовано 5 липня 2013.
3. ↑  Український дует синхроністок посів шосте місце — Відео — Спортивні підсумки — Перший Національний. Архів оригіналу за 20 лютого 2015. Процитовано 5 липня 2013. [Архівовано 2015-02-20 у Wayback Machine.]
4. ↑  Українські художниці з п'ятьма м'ячами — Відео — Спортивні підсумки — Перший Національний. Архів оригіналу за 16 серпня 2012. Процитовано 5 липня 2013. [Архівовано 2012-08-16 у Wayback Machine.]